# Carl Gottlob Rafn
Carl Gottlob Rafn (Viborg, 31 de julio de 1769 - Copenhague, 17 de mayo de 1808 ) fue un médico, botánico, zoólogo, y funcionario danés. Destacado científico de la Ilustración.

## Biografía
Era hijo de un juez. En 1788, comenzó estudios de medicina y de botánica en la Universidad de Copenhague, aunque más tarde cambió por la ciencia veterinaria con P.C. Abildgaard en la Facultad de Veterinaria en Copenhague. Nunca rindió el último examen. Fue Asesor en los Ministerios de Agricultura y de Comercio bajo la monarquía absoluta danesa y cumplió varios otros puestos, como ser el primer director de la nueva Real Aquavit Destilería, fundada bajo su propia iniciativa. En 1808, falleció en Copenhague, con solo 39 años.

## Obra científica
Rafn realizó contribuciones a muchas disciplinas de la ciencia. Una de ellas fue una flora de Dinamarca - Flora de Dinamarca y Holanda), por el cual fue subcampeón (el primes premio fue para J. W. Hornemann por su Forsøg til en dansk økonomisk Plantelære (Intento de una Doctrina económica danesa de plantas). Parte de sus contribuciones fueron un libro de texto sobre fisiología vegetal. También fue publicada en un volumen separado, y traducido a otros idiomas.
Con su amigo el médico J. D. Herholdt, Rafn escribió “On the hibernation of animals” ganando un premio del Instituto Nacional francés.
Los mismos dos autores publicaron un pequeño, pero influyente libro titulado An Attempt at an Historical Survey of Life-saving Measures for Drowning Persons and Information of the Best Means by Which They Can Again Be Brought Back to Life (Un intento de un Estudio Histórico de Medidas de salvamento para Personas Ahogadas e Información de los mejores medios por los que pueden volver a ser devueltos a la vida) de 1794. Todo conocimiento sobre anestesia causada por inmersión y sobre la resucitación disponible, se recolectaron. Más recientemente, el libro se reimprimió – tanto en danés y en inglés – en ocasión del 10º aniversario de Sociedad Escandinava de Anestesiología y Cuidados Intensivos Medicinales en 1960. Este tratado ha sido aclamado como conteniendo "una enorme cantidad de información, y lo más importante, comentarios sabios - que en gran parte fueron visionarios, y posteriormente se ha demostrado ser de importancia clave para la reanimación de la víctima sumergida tal como se practica hoy”.
En 1798, fue miembro de la Real Academia Danesa de Ciencias y Letras.

## Eponimia
Género
- (Fabaceae) Rafnia Thunb.[8]